# Juan Trinidad
Juan Trinidad Martos, né le 24 novembre 1973 à Grenade, est un homme politique espagnol membre de Ciudadanos.
Il est président de l'Assemblée de Madrid entre juin 2019 et juin 2021.

## Biographie

### Vie privée
Juan Trinidad est fils d'un militaire. Il est marié et a deux enfants dont un est atteint d'un trouble du spectre de l'autisme.

### Formation et vie professionnelle
Il suit des études de droit à l'université CEU Luis Vives où il obtient sa licence. Il réalise un master en droit entrepreneurial au Centre d'études Garrigues. Il travaille ensuite dans le secteur privé comme conseiller juridique auprès de sociétés immobilières, dont celle de Juan Miguel Villar Mir.

### Député régional
Lors des élections régionales de mai 2015, il se présente en huitième position sur la liste présentée par Ciudadanos et conduite par Ignacio Aguado dans la circonscription de Madrid. Le parti ayant remporté 17 sièges, il est élu député à l'Assemblée de Madrid. Dans le cadre des négociations préalables à la constitution de la XIe législature, le Parti populaire et Ciudadanos s'accordent pour que le premier parti occupe la présidence de l'Assemblée et le second la première vice-présidence. Trinidad est alors désigné par son parti pour exercer cette fonction. Il renonce à l'utilisation de la voiture officielle attachée à sa fonction afin de donner l'exemple. Il reçoit en 2018 la médaille d'honneur de l'Association des victimes du terrorisme (AVT).

### Président de l'Assemblée de Madrid
Réélu député lors des élections madrilènes de mai 2019 après avoir concouru en sixième position, il présente sa candidature à la présidence de l'Assemblée régionale dans le cadre d'un accord avec le Parti populaire et Vox. Il est élu au premier tour de scrutin lors de la séance constitutive de la XIIe législature après avoir obtenu le vote favorable de 68 députés, face aux 64 voix obtenues par sa concurrente socialiste Pilar Llop.
Sa présidence est marquée par la première session d'investiture sans candidat de l'histoire de l'Assemblée. Trinidad ne propose aucun candidat à l'investiture, bien que le socialiste Ángel Gabilondo et la conservatrice Isabel Díaz Ayuso se soit proposés, en invoquant qu'aucun des deux n'a les soutiens nécessaires afin que l'investiture soit accordée dans le but de permettre au PP, à Ciudadanos et à Vox de négocier l'investiture d'Ayuso sans que l'Assemblée ne soit automatiquement dissoute. En octobre 2020, il interprète le règlement pour déclarer valide le vote du projet de loi du sol, même en l'absence répétée de quorum et sans avertir au préalable l'opposition parlementaire de la répétition du vote en profitant de la fermeture des portes de l'hémicycle. Il allègue que l'opposition a commis un « usage frauduleux » du règlement. En réponse, le groupe socialiste présente un recours en inconstitutionnalité devant le Tribunal constitutionnel qui ouvre une procédure.